# Acanthe (nymphe)

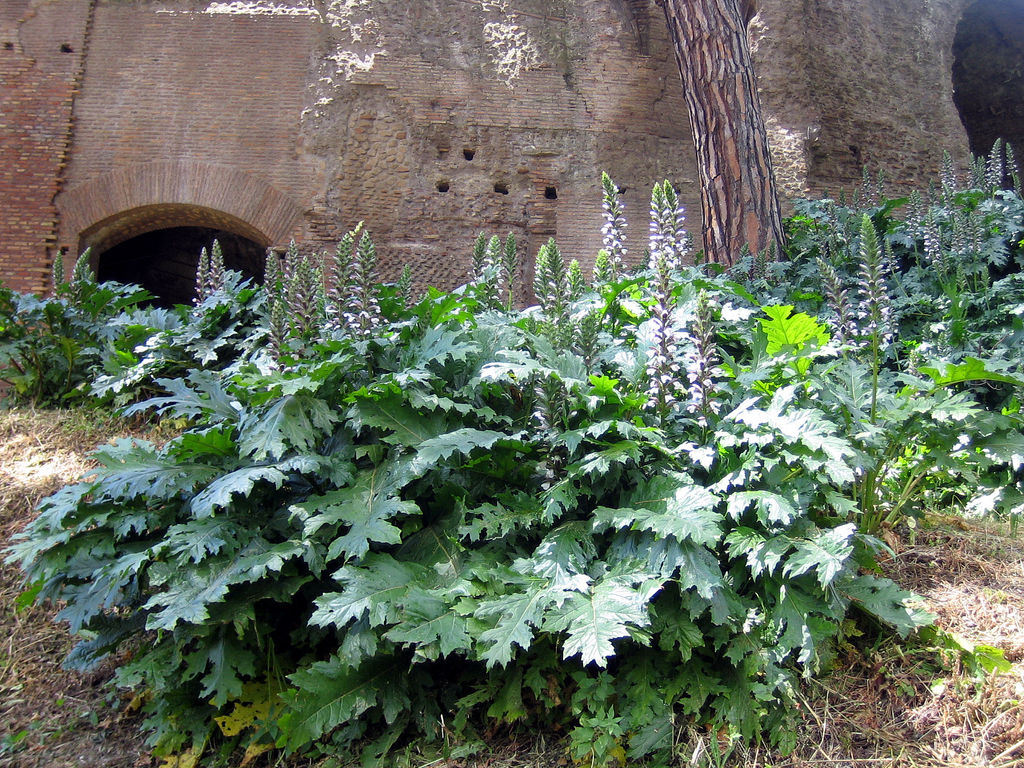
Acanthus mollis sur les ruines du mont Palatin, Rome.

Pour les articles homonymes, voir Acanthe (homonymie).
Acanthe  (du grec ancien ἄκανθα, « épine ») serait une nymphe. Désirée par Apollon (dieu du Soleil), qui tente de l'enlever, elle lui aurait griffé le visage. Pour se venger, le dieu l'aurait métamorphosée en une plante épineuse qui aime le soleil, et qui porte depuis son nom : l'acanthe. Cependant aucune source ancienne de la mythologie grecque ne le confirme.